# Izland az 1964. évi téli olimpiai játékokon
Izland az ausztriai Innsbruckban megrendezett 1964. évi téli olimpiai játékok egyik részt vevő nemzete volt. Az országot az olimpián 2 sportágban 5 sportoló képviselte, akik érmet nem szereztek.

## Alpesisí
Férfi
| Versenyző             | Versenyszám      | Selejtező | Selejtező | Selejtező | Selejtező | Döntő    | Döntő    | Döntő    | Döntő    | Döntő         | Döntő         |
| Versenyző             | Versenyszám      | 1. futam  | 1. futam  | 2. futam  | 2. futam  | 1. futam | 1. futam | 2. futam | 2. futam | Összesítés    | Összesítés    |
| Versenyző             | Versenyszám      | Idő       | Hely.     | Idő       | Hely.     | Idő      | Hely.    | Idő      | Hely.    | Idő           | Helyezés      |
| --------------------- | ---------------- | --------- | --------- | --------- | --------- | -------- | -------- | -------- | -------- | ------------- | ------------- |
| Kristinn Benediktsson | Műlesiklás       | kizárták  | kizárták  | 1:00,57   | 27.       | kiesett  | kiesett  | kiesett  | kiesett  | kiesett       | kiesett       |
| Kristinn Benediktsson | Óriás-műlesiklás |           |           |           |           |          |          |          |          | 2:17,86       | 61.           |
| Árni Sigurðsson       | Műlesiklás       | 1:09,03   | 65.       | 59,67     | 25.       | 1:25,34  | 40.      | 1:13,78  | 39.      | 2:39,12       | 39.           |
| Árni Sigurðsson       | Óriás-műlesiklás |           |           |           |           |          |          |          |          | 2:14,90       | 56.           |
| Jóhann Vilbergsson    | Műlesiklás       | 1:00,39   | 46.       | 1:02,23   | 34.       | kiesett  | kiesett  | kiesett  | kiesett  | kiesett       | kiesett       |
| Jóhann Vilbergsson    | Óriás-műlesiklás |           |           |           |           |          |          |          |          | nem ért célba | nem ért célba |

## Sífutás
Férfi
| Versenyző           | Versenyszám | Eredmény  | Helyezés |
| ------------------- | ----------- | --------- | -------- |
| Birgir Guðlaugsson  | 15 km       | 1:04:53,9 | 67.      |
| Birgir Guðlaugsson  | 30 km       | 1:54:00,3 | 64.      |
| Þórhallur Sveinsson | 15 km       | 1:00:14,9 | 55.      |
| Þórhallur Sveinsson | 30 km       | 1:51:34,4 | 61.      |